# اوله استنن
اوله استنن (انگلیسی: Ole Stenen; ۲۹ اوت ۱۹۰۳ – ۲۳ آوریل ۱۹۷۵) اسکی‌باز صحرانوردی اهل نروژ بود.